# فرودگاه صحرایی پوپ، ایندیانا
 فرودگاه صحرایی پوپ، ایندیانا (به انگلیسی: Pope Field (Indiana)) یک فرودگاه همگانی بهره‌برداری هوایی با کد یاتا GFD است که یک باند فرود چمن دارد و طول باند آن ۶۶۰ متر است. این فرودگاه در کشور ایالات متحده آمریکا قرار دارد و در ارتفاع ۲۷۳ متری از سطح دریا واقع شده است.